# ランス・ケイド
ランス・ケイド（Lance Cade、本名：ランス・カーティス・マクノート（Lance Kurtis McNaught）、1981年3月2日 - 2010年8月13日）は、アメリカ合衆国のプロレスラー。ネブラスカ州オマハ出身。

## 来歴
1999年、ショーン・マイケルズが作ったサンアントニオにあるTWA（テキサス・レスリング・アカデミー）にてトレーニングを始める。FMW横浜アリーナ大会（1999年11月23日）にレフェリーとして来日したショーン・マイケルズに伴われて初めて来日。1週間後に開幕のFMW12月シリーズにアメリカン・ドラゴンとのタッグで参加。翌2000年2月シリーズには単独で来日した。
2001年にWWEと契約。下部組織MCWやHAWで活動した後に、OVWへと居場所を移す。OVWではレネ・デュプリーとタッグ王座を獲得した。その後デュプリーがWWEへ昇格したため、マーク・ジンドラックとタッグを組むことになり、その活躍が認められ、ケイド自身も2003年にWWE昇格を果たした。
WWEではギャリソン・ケイドと名前を改め、同じく昇格したジンドラックとのコンビでロウを舞台に活動する。アルマゲドンやレッスルマニアで、世界タッグ王座争いをするまでの成長をみせるが、一度も獲得はできなかった。その後、ドラフトにてパートナーのジンドラックがスマックダウンに移籍したためタッグは解消。それからはジョナサン・コーチマンの護衛にあたり、TAJIRIやライノと抗争するも、目立った活躍はできずOVWに戻されることになった。
再びOVWにて活動した後、2005年8月にトレバー・マードックをパートナーにケイド&マードックとしてWWEに再昇格。同年に行われたアンフォーギヴェンでは念願の世界タッグチーム王座を獲得。その後はWWEのタッグ部門の扱いからか、主に前座番組HEATでの登場が多くなる。それからビンス・マクマホンとエッジと共にDXと対戦し、徐々にWWE幹部からも好評価を得ていく。2007年5月には再び世界タッグ王座を奪取した。
2008年、マードックとのタッグを解散した後はクリス・ジェリコのパートナーとなり、ヒールとしてジェリコと共にショーン・マイケルズと抗争したが、10月にWWEを解雇された。
2009年2月22日、カウボーイ・ランス・ケイドのリングネームで、ハッスルに参戦。以降もハッスルやベイダータイムで活動後、同年10月にWWEと再契約してFCWにてトレーニングを続けていたが、翌2010年4月、1軍のリングに一度も上がること無く再び解雇された。
以後、5月からは全日本プロレスに登場し、VOODOO-MURDERSの一員として活躍していた。
2010年8月13日、オーバードーズに起因する心不全にて急死した。30歳没。訃報はWWE公式ホームページでもアナウンスされた。尚、生前最後の試合は7月4日の全日本プロレスでの真田聖也戦だった。

## 得意技
ハイ・ロー
旧名はスウィート&サワー。マードックとの合体技。相手の膝裏と首に二人がかりでクローズラインを打ち込む。
スパイン・バスター
シングルマッチでのフィニッシャー。ロック・ボトム式に抱えるのが特徴。
ダイビング・エルボー・ドロップ
ギャリソン・ケイド時代の決め技。
クローズライン
シングル対戦時での主要技。

## 獲得タイトル
WWE
- 世界タッグ王座：3回